# Dioctria dispar
Dioctria dispar là một loài ruồi trong họ Asilidae. Dioctria dispar được Loew miêu tả năm 1871. Loài này phân bố ở vùng Cổ Bắc giới.